# Spettro di potenza
In elettronica e teoria dei segnali un segnale può essere rappresentato come un vettore nello spazio complesso a infinite dimensioni, in particolare uno spazio di Hilbert. 
Una volta introdotto l'apparato matematico vettoriale dei segnali nello spazio di Hilbert possiamo definire l'energia di un segnale come:
{\displaystyle E_{s}=\|\mathbf {s} \|^{2}=\int _{-\infty }^{\infty }s^{2}(t)\,dt}
dove {\displaystyle s(t)} è il segnale. Da notare che le energie non sono additive nello spazio di Hilbert dei segnali, infatti:
{\displaystyle \|\mathbf {s} _{1}+\mathbf {s} _{2}\|^{2}=\int _{-\infty }^{\infty }\left[\mathbf {s} _{1}+\mathbf {s} _{2}\right]^{2}\,dt=E_{s_{1}}+E_{s_{2}}+2\cdot \int _{-\infty }^{\infty }\mathbf {s} _{1}\cdot \mathbf {s} _{2}\,dt}
dove il termine {\displaystyle 2\cdot \int _{-\infty }^{\infty }\mathbf {s} _{1}\cdot \mathbf {s} _{2}\,dt} è chiamato termine di cross energy. Se il segnale è una tensione allora l'unità di misura dell'energia è {\displaystyle [V^{2}\cdot s/\Omega ]}, se invece è una corrente elettrica allora {\displaystyle [A^{2}\cdot s/\Omega ]}.

## Spettro di potenza
Il prodotto di due segnali, nella teoria vettoriale dei segnali è definito come un prodotto scalare nello spazio di Hilbert:
{\displaystyle u(t)\cdot v(t)=\int _{-\infty }^{\infty }u(t)v(t)\,dt}
Nell'ambito della teoria spettrale dei segnali tramite la trasformata di Fourier il prodotto dei due segnali si esprime come:
{\displaystyle u(t)\cdot v(t)=\int _{-\infty }^{\infty }u(t)v(t)\,dt={\frac {1}{2\pi }}\int _{-\infty }^{\infty }u(t)\,dt\int _{-\infty }^{\infty }V(\omega )e^{i\omega t}\,d\omega }
dove {\displaystyle V(\omega ),U(\omega )} sono gli spettri dei segnali {\displaystyle v(t),u(t)} rispettivamente. Cambiamo l'ordine di integrazione:
{\displaystyle u(t)\cdot v(t)={\frac {1}{2\pi }}\int _{-\infty }^{\infty }V(\omega )\,d\omega \int _{-\infty }^{\infty }u(t)e^{i\omega t}\,dt}
allora gli spettri dei segnali sono funzioni complesse di {\displaystyle \omega }, allora:
{\displaystyle u(t)\cdot v(t)={\frac {1}{2\pi }}\int _{-\infty }^{\infty }V(\omega )U^{*}(\omega )\,d\omega }
che è la formula generalizzata di Rayleigh: il prodotto scalare di due segnali è proporzionale al prodotto scalare dei loro spettri.
Nel caso di un segnale lo spettro di potenza è dato da:
{\displaystyle |u(t)|^{2}=\int _{-\infty }^{\infty }u^{2}\,dt={\frac {1}{2\pi }}\int _{-\infty }^{\infty }|U(\omega )|^{2}\,d\omega }
interpretabile come la somma di infiniti contributi del segnale a diverse frequenze.

## Spettro di potenza di un sistema lineare
In un sistema lineare dinamico l'energia di un segnale è data da:
{\displaystyle E=|u_{out}|^{2}={\frac {1}{2\pi }}\int _{-\infty }^{\infty }S_{out}(\omega )S_{out}^{*}(\omega )\,d\omega }
Se ricordiamo che:
{\displaystyle S_{out}(\omega )=k(i\omega )S_{in}(\omega )}
dove {\displaystyle k(i\omega )} è la funzione di trasferimento del sistema. Per cui l'energia del segnale:
{\displaystyle E={\frac {1}{2\pi }}\int _{-\infty }^{\infty }|k(i\omega )|^{2}S_{in}(\omega )S_{in}^{*}(\omega )\,d\omega }
cioè l'energia del segnale è esprimibile in termini di spettri del segnale.
La quantità:
{\displaystyle k_{p}(\omega )=|k(i\omega )|^{2}={\frac {W_{out}(\omega )}{W_{in}(\omega )}}}
è la risposta del sistema all'energia trasferita. La grandezza {\displaystyle W(\omega )=S(\omega )S^{*}(\omega )}.